# Cyrtaucheniidae
Los cirtauquénidos (Cyrtaucheniidae) son una familia de arañas migalomorfas, la única representante de la superfamilia de los cirtauquenioideos (Cyrtauchenioidea).

## Sistemática
La categoritzación en subfamilias sigue la propuesta de Joel Hallan en su Biology Catalog.
- Aporoptychinae Simon, 1889

- Acontius Karsch, 1879 (África)
- Ancylotrypa Simon, 1889 (África)
- Bolostromoides Schiapelli & Gerschman, 1945 (Venezuela)
- Bolostromus Ausserer, 1875 (América del Sur y Central)
- Fufius Simon, 1888 (América del Sur y Central)
- Kiama Main & Mascord, 1969 (Nueva Gales del Sur)
- Rhytidicolus Simon, 1889 (Venezuela)

- Cyrtaucheniinae Simon, 1892

- Cyrtauchenius Thorell, 1869 (Mediterráneo)

- Euctenizinae Raven, 1985

- Apomastus Bond & Opell, 2002 (EUA)
- Aptostichus Simon, 1891 (EUA)
- Entychides Simon, 1888 (EUA, México)
- Eucteniza Ausserer, 1875 (EUA, México)
- Homostola Simon, 1892 (Sur-África)
- Myrmekiaphila Atkinson, 1886 (EUA)
- Neoapachella Bond & Opell, 2002 (EUA)
- Promyrmekiaphila Schenkel, 1950 (EUA)

- incertae sedis

- Anemesia Pocock, 1895 (Turkmenistán, Tayikistán, Afganistán)
- Angka Raven & Schwendinger, 1995 (Tailandia)